# Rivers
Samantha Rivera Treviño (Monterrey, Nuevo León; 20 de agosto de 1998), más conocida como Samy Rivers o simplemente Rivers, es una streamer y youtuber mexicana. Actualmente es la presidenta del equipo de fútbol Pio FC de la Kings League y Queens League
En 2023 se posicionó como la streamer femenina más vista en Twitch a nivel nacional. Es la primera mujer latinoamericana en ganar el Esports Award a streamer del año.

## Trayectoria
Rivers inició su carrera en el mundo digital en 2020 a través de las plataformas Facebook y YouTube, donde compartía sobre videojuegos. Su contenido alcanzó el logro de conseguir el millón de seguidores, lo que la llevó a ser entrevistada por diversas revistas y periódicos e identificada como una de las diez mejores creadoras de contenido en línea en México. Su contenido se extiende a diversas redes sociales como Twitter, Instagram y TikTok.
La plataforma principal de Rivers es Twitch donde se ha posicionado en los primeros lugares desde 2022, alcanzando una media de más de 12000 espectadores con picos que superan los 75000 espectadores. Además de destacar en el ámbito de los videojuegos y el streaming, Samy Rivera también es reconocida por ser la presidenta del equipo de fútbol PIO FC de la Kings League.
También se desempeña en otras áreas de negocios, ya que desarrolló marcas propias en el sector de la industria del vestido y alimentos. Cuenta con su propio restaurante de comida oriental llamado Mei Mei, ubicado en la ciudad de Monterrey.
El 1 de julio de 2023, Rivers GG participó en La Velada del Año III, un evento de boxeo organizado por Ibai Llanos en el Estadio Cívitas Metropolitano de Madrid. En una de las peleas más esperadas del evento, se enfrentó a la influencer Marina Rivers. El combate fue muy igualado y, tras llegar al final de los asaltos, los jueces otorgaron la victoria a Marina Rivers por decisión dividida. El resultado fue objeto de polémica en redes sociales, donde muchos espectadores consideraron que Rivers GG merecía ganar. A pesar de la derrota, su participación contribuyó a consolidar su popularidad en la comunidad de streaming.

## Filmografía

### Televisión
| Año  | Título                | Papel                  | Referencia(s)                         |
| ---- | --------------------- | ---------------------- | ------------------------------------- |
| 2023 | La Velada del Año     | Rivers GG              | Combate de boxeo contra Marina Rivers |
| 2023 | La Velada del Año     | Rivers GG «La elegida» | Combate de boxeo contra Mayichi       |
| 2024 | ¿Quién es la máscara? | Maraña                 | [ 12 ] [ 13 ]                         |

## Premios y nominaciones
| Año  | Premios                                | Galardón                                      | Resultado | Ref.   |
| ---- | -------------------------------------- | --------------------------------------------- | --------- | ------ |
| 2022 | Socialiteen Awards                     | Streamer del año                              | Ganadora  | [ 14 ] |
| 2023 | Socialiteen Awards                     | Streamer del año                              | Ganadora  | [ 15 ] |
| 2023 | Premios ESLAND                         | Streamer del año                              | Nominada  | [ 16 ] |
| 2023 | Premios ESLAND                         | Streamer Revelación                           | Nominada  | [ 16 ] |
| 2023 | Premios ESLAND                         | Clip del año                                  | Nominada  | [ 16 ] |
| 2023 | Premios ESLAND                         | Mejor miniserie                               | Nominada  | [ 16 ] |
| 2023 | Nickelodeon Kids' Choice Awards México | Streamer Más Cool                             | Ganadora  | [ 17 ] |
| 2023 | Eliot Awards                           | Streamer                                      | Nominada  | [ 18 ] |
| 2023 | Premios MTV Miaw 2023                  | Icono MIAW                                    | Nominada  | [ 19 ] |
| 2023 | Premios MTV Miaw 2023                  | Fandom del Año                                | Ganadora  | [ 19 ] |
| 2023 | Premios MTV Miaw 2023                  | Streamer del Año                              | Ganadora  | [ 19 ] |
| 2023 | Esports Awards                         | Streamer del Año                              | Ganadora  | [ 20 ] |
| 2024 | Esports Awards                         | Streamer del Año                              | Ganadora  |        |
| 2024 | Premios ESLAND                         | Streamer del Año                              | Nominada  | [ 21 ] |
| 2024 | Premios ESLAND                         | Enfado del Año                                | Nominado  | [ 22 ] |
| 2024 | Premios ESLAND                         | Mejor Streamer de Variedad                    | Nominado  | [ 22 ] |
| 2024 | The Streamer Awards                    | Mejor Streamer Internacional                  | Nominada  | [ 23 ] |
| 2024 | Premios MTV Miaw                       | La patrona del año                            | Nominada  | [ 24 ] |
| 2024 | Premios MTV Miaw                       | Top gamer EXP                                 | Ganadora  | [ 24 ] |
| 2024 | Nickelodeon Kids' Choice Awards México | Streamer Más Cool                             | Nominada  | [ 25 ] |
| 2024 | Nickelodeon Kids' Choice Awards México | Dupla Gamer Favorita (junto a Ari Gameplays)  | Nominada  | [ 25 ] |
| 2024 | Nickelodeon Kids' Choice Awards México | El Bob De Tu Patricio (junto a Ari Gameplays) | Nominada  | [ 25 ] |